# NIGFET

Schema eines NIGFET, hier n-Kanal-JFET

NIGFET (englisch non insulated-gate field-effect transistor, dt. »Feldeffekttransistor mit nicht isolierter Steuerelektrode«) die Bezeichnung für eine Gruppe von Feldeffekttransistoren, bei denen der Stromfluss durch eine angelegte Steuerspannung quer zur Flussrichtung gesteuert wird. Dabei werden durch die angelegte Spannung Raumladungszonen ausgebildet, die die Leitfähigkeit des Transistors verringern und dadurch den elektrischen Stromfluss beeinflussen.
Verschiedene Bauarten des NIGFET sind:
- Sperrschicht-FET (engl. junction field-effect transistor, JFET)
- Metall-Halbleiter-FET (engl. metal semiconductor field-effect transistor, MeSFET)